# Авангард (платформа)
Аванга́рд — остановочный пункт Курского направления Московско-Курского региона Московской железной дороги расположенная в городском округе Серпухов Серпуховского района Московской области. 
Прямое сообщение на Рижское направление.
Пассажирское сообщение осуществляется электропоездами. Беспересадочное сообщение осуществляется (самые дальние точки на ноябрь 2019 года):
- На север — до станции Шаховская, от станции Волоколамск
- На юг — до/от станции Тула-1 Курская

Открыта в 1904 году как платформа Воздвиженская, получила название по рядом находящемуся селу Воздвиженка. В конце 1920-х некоторое время называлась 97 км. В 1931 году переименована в Авангард. Платформа была названа так по расположенному в 300 метрах от платформы дому отдыха «Авангард».
Состоит из двух боковых пассажирских платформ, соединённых между собой настилом. На платформе в сторону Серпухова расположено здание бывшей билетной кассы, закрытой в середине 1990-х годов из-за «нерентабельности».
Близ платформы — посёлок с одноимённым названием и деревня Воздвиженка.

Электропоезд на платформе Авангард, 2010 г.